# سیارک ۱۲۷۶۲
سیارک ۱۲۷۶۲ (به انگلیسی: 12762 Nadiavittor، نامگذاری:1993UE1) دوازده هزار و هفتصد و شصت و دومین سیارک کشف شده‌است که در ۲۶ اکتبر ۱۹۹۳ کشف شد.
قدر مطلق سیارک برابر ۲۶.۹ است.